# Kazimierz Ziemnicki
Kazimierz Józef Ziemnicki – polski biolog, dr hab., profesor zwyczajny i dyrektor Instytutu Biologii Eksperymentalnej Wydziału Biologii Uniwersytetu im. Adama Mickiewicza.

## Życiorys
Obronił pracę doktorską, następnie uzyskał stopień doktora habilitowanego. 14 kwietnia 2008 otrzymał tytuł profesora nauk biologicznych. Został zatrudniony na stanowisku profesora zwyczajnego i dyrektora w Instytucie Biologii Eksperymentalnej na Wydziale Biologii Uniwersytetu im. Adama Mickiewicza.
Był dziekanem na Wydziale Biologii Uniwersytetu im. Adama Mickiewicza, oraz przewodniczącym Krajowej Komisji Etycznej do spraw Doświadczeń na Zwierzętach Ministerstwa Nauki i Szkolnictwa Wyższego.